# Скандинавские кале
Кале, также каале (цыг. чёрные, смуглые) — цыганская группа, проживающая на территории Швеции и Финляндии. Говорят на диалекте, близком к балтийским цыганским диалектам (русских цыган, литовских цыган и т. п.). Официально признаны национальным меньшинством в Финляндии. По вероисповеданию — лютеране. Численность скандинавских кале: в Финляндии — около 11 тысяч человек, в Швеции — около трёх тысяч человек (оценка общего числа цыган в Европе — около 10 миллионов человек).

## История
На территории Швеции (в состав которой в то время входила Финляндия) каале появились в XVI веке. Так же, как и западноевропейские цыгане, они стали жертвой активной борьбы с бродягами. В 1576 году король Швеции Юхан III распорядился об изгнании всех цыган из губернии Норрланд в «Восточную Швецию» (ныне Финляндия). Два первых письменных упоминания о цыганах на территории современной Финляндии — Аландским островам (1556) и Турку (1580), причём в обоих случаях речь шла о конфискации лошадей.
В 1637 году королева Кристина распорядилась своим указом изгнать с территории Швеции всех цыган, а оставшихся при первой возможности вешать без суда и следствия. Скандинавские кале были долгое время официально отлучены от церкви.
Несмотря на репрессивное законодательство, цыган, благодаря их мужеству, вербовали в шведскую королевскую армию. В частности, известно об участии цыган в Тридцатилетней войне (1618—1648).

## Цыгане Финляндии
Положение цыган изменилось после 1809 года, когда Финляндия вошла в состав Российской империи, началась их интеграция в общество. Царский указ 1812 года (повторен в 1852 году) предписывал цыган «отлавливать» и направлять на трудовые работы, в том числе, как и ранее, на строительство крепостей, а женщин — на прядильную фабрику в Лаппеенранта. В 1842 году был издан указ о том, что мальчиков следует отбирать из семей и определять в кантонисты (в Таллин и Псков).
Государственная политика Финляндии по отношению к национальным меньшинствам в XVIII и XIX веке была в значительной степени направлена на ассимиляцию — шведизацию или, позднее, финнизацию.
После получения Финляндией в 1917 году независимости цыгане получили гражданство наравне со всеми жителями.
Во время Второй мировой войны финские каале призывались на фронт наравне с прочими гражданами Финляндии и, таким образом, воевали против СССР (1939—1944), а затем против Германии (1944—1945).
В 1995 году финские каале были признаны национальным меньшинством Финляндии (вместе с саамами). Тогда же финское название цыган mustalaiset («чёрные») стало повсеместно заменяться на romanit (аналог английского romanies). В наше время, законодательство Финляндии гарантирует каждому представителю цыганской нации право на изучение родного языка и культуры.

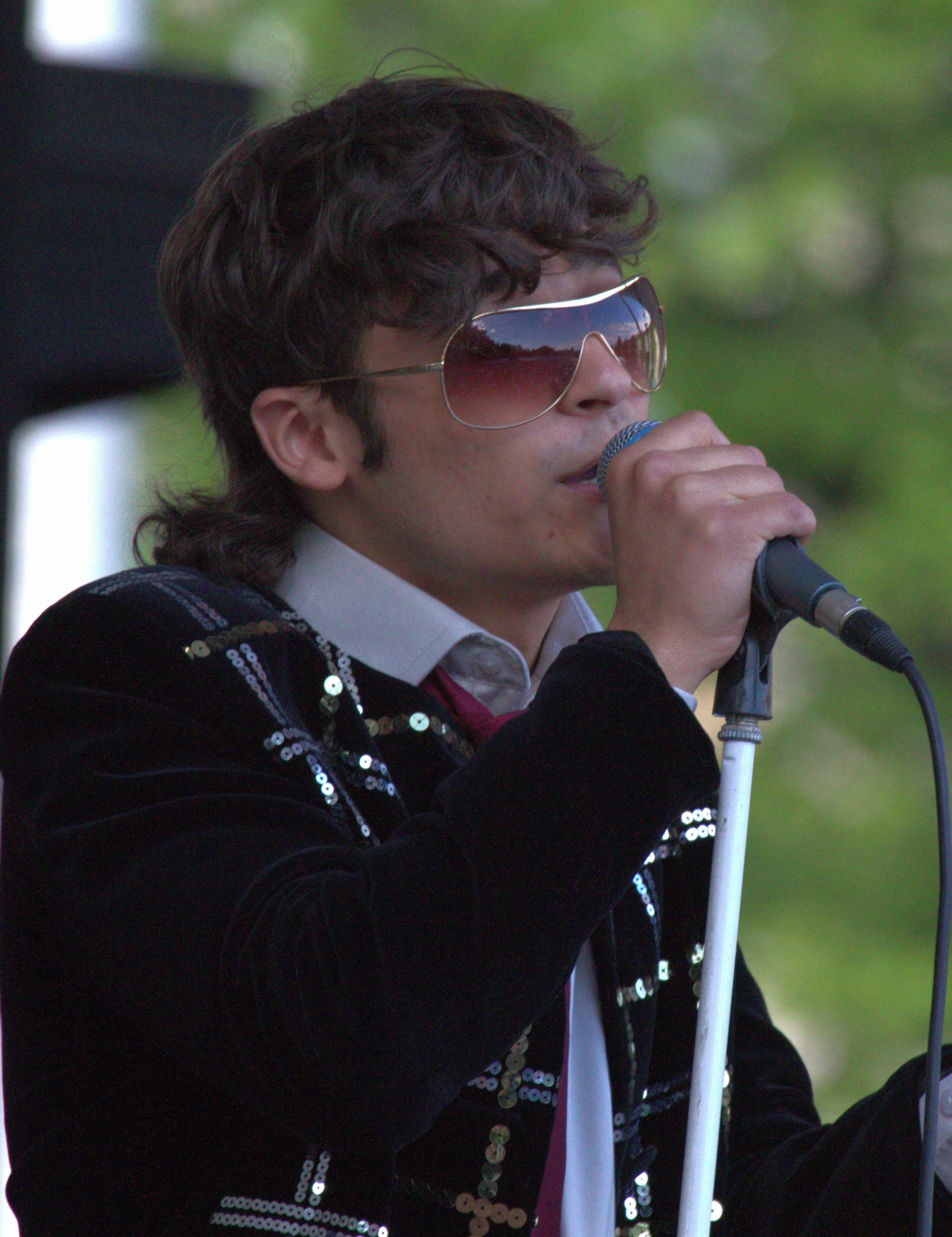
Амадеус Лундберг, финский цыганский певец

Согласно § 17 действующей Конституции Финляндии финские цыгане имеют право на сохранение и развитие своего языка и своей культуры.
По данным на 2018 год, в Финляндии проживало около 11 тысяч цыган. Большинство финских цыган живёт в южной части Финляндии около городов. Большинство современных финских цыган носит шведские фамилии: Hagert, Åkerlund, Blomerus, Hedman, Nyman, Friman, Lumberg, Lundberg, Ahlgren, Lindgren…
Совет Европы в апреле 2011 в своём докладе, посвящённом языкам меньшинств, рекомендовал Финляндии улучшить уровень преподавания цыганского языка. Кроме того, в этом докладе содержится рекомендация оказать более весомую поддержку средствам массовой информации Финляндии на цыганском языке. В сентябре 2012 года Комиссар Совета Европы по правам человека Нилс Муйжниекс в своём докладе отмечал, что Финляндия должна усилить борьбу с дискриминацией цыган (также русскоязычных и сомалийцев) в первую очередь в области трудоустройства.
С 2014 года 8 апреля в Финляндии отмечается национальный День цыган — в тот же день, когда во всём мире отмечается Международный день цыган.
Ещё в 1970-е годы была сильна дискриминация цыган и большое к ним предубеждение со стороны коренных финнов и местного русскоязычного населения. Искоренить до конца предубеждение к цыганам не удалось до сих пор.

## Цыгане современной Швеции
К середине XX века цыган в Швеции практически не было, однако в 1960-е и 1970-е годы цыгане активно переселялись сюда из Финляндии; в начале XXI века в Швеции жило около 3000 цыган, в своём большинстве их родным языком является финский.

## Культура
Народное искусство кале состоит из вокального пения и танца.

### Традиционная одежда
Традиционный женский цыганский костюм состоит из очень пышной бархатной юбки и блузки или кофты, стиль которых напоминает европейские костюмы XVII—XVIII веков. И юбка, и блузка имеют чёрный цвет, они украшены белым или серебристым кружевом.
При поддержке финских властей, которые ратуют за сохранение культурного многообразия страны, многие женщины из финских цыган и в наше время активно используют элементы национального костюма, что делает их внешний вид существенным образом отличающийся от внешнего вида других граждан Финляндии.

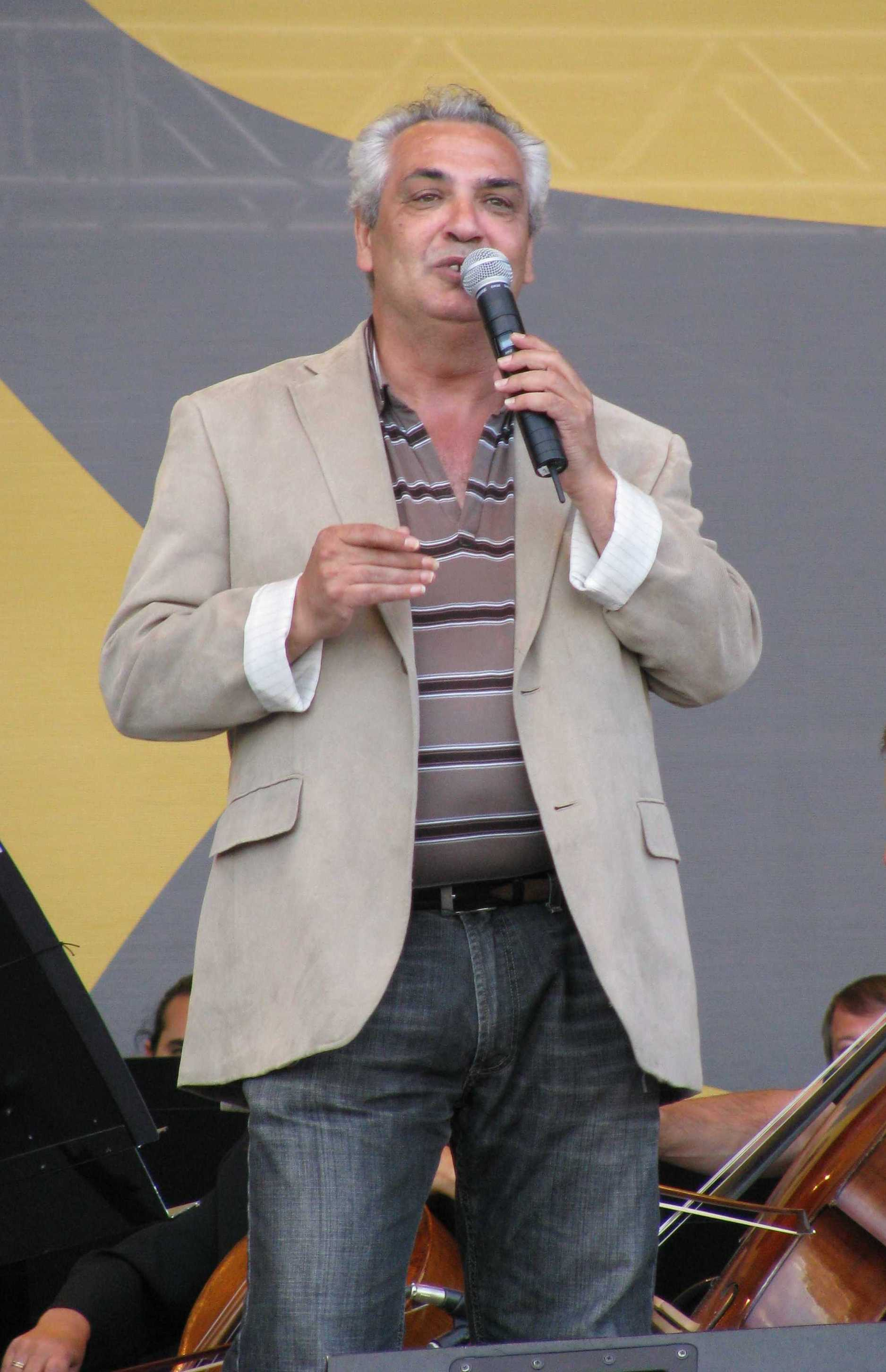
Райнер Фриман, финский цыганский певец, писатель и журналист

### Национальная символика
Финские цыгане имеют собственную символику: национальный гимн («Гелем, Гелем») и национальный флаг.